# Rättviks landsfiskalsdistrikt
Rättviks landsfiskalsdistrikt var 1918–1964 ett landsfiskalsdistrikt i Kopparbergs län, bildat när Sveriges indelning i landsfiskalsdistrikt trädde i kraft den 1 januari 1918, enligt beslut den 7 september 1917. Den 1 januari 1965 avskaffades i Sverige samtliga landsfiskaler och landsfiskalsdistrikt, och deras arbetsuppgifter delades upp på de nyskapade indelningarna polisdistrikt, åklagardistrikt och kronofogdedistrikt.
Landsfiskalsdistriktet låg under länsstyrelsen i Kopparbergs län.

## Ingående områden
När Sveriges nya indelning i landsfiskalsdistrikt trädde i kraft den 1 oktober 1941 (enligt kungörelsen den 28 juni 1941) tillfördes Ore landskommun från det upplösta Ore landsfiskalsdistrikt. När Sveriges nya indelning i landsfiskalsdistrikt trädde i kraft den 1 januari 1952 (enligt kungörelsen 1 juni 1951) ändrades inte distriktets omfattning. Den 1 januari 1963 införlivades Boda landskommun i Rättviks landskommun, utan att det medförde någon ändring för landsfiskalsdistriktets omfattning. 

### Från 1918
- Boda landskommun
- Rättviks landskommun

### Från 1 oktober 1941
- Boda landskommun
- Ore landskommun
- Rättviks landskommun

### Från 1 januari 1963
- Ore landskommun
- Rättviks landskommun